# Coelotes caudatus
Coelotes caudatus là một loài nhện trong họ Amaurobiidae.
Loài này thuộc chi Coelotes. Coelotes caudatus được miêu tả năm 1973 bởi de Blauwe.